# Tlaxcala virreinal
Tlaxcala (en náhuatl: Tlaxkallan) fue uno de los territorios integrantes del Virreinato de Nueva España, en cuyo establecimiento y posteriores conquistas sus gentes jugaron un papel fundamental como aliados de los españoles. 
Con base en estos méritos, fue recompensada como una de las repúblicas de naturales con más privilegios otorgados por la Corona española en el periodo que comprende desde 1521 hasta 1821, aunque desde aproximadamente 1756 el poder de la república se redujo sustancialmente al ceder competencias ante otro cabildo local pero protagonizado en su mayoría por españoles.

## Conquista  de Tlaxcala

### Alianza de los españoles con México
A principios del siglo XVI, Tlaxcala era un pequeño territorio cuyos habitantes, los tlaxcaltecas, uno de los grupos teochichimecas que habían abandonado el lugar mítico Aztlán, defendían su independencia, constantemente amenazada por los mexicas.
A la llegada de Cortés en 1519 y tras enfrentamientos iniciales, los tlaxcaltecas se asombraron del poderío de los conquistadores que llegaron con armas desconocidas, como cañones y arcabuces, y montando caballos, animales que no existían en América y que por lo mismo, impresionaban. Ante todo ello pensaron que sería posible vencer a sus enemigos mexicas si se aliaban a los recién llegados, así brindaron a Hernán Cortés una valiosa colaboración en la conquista de México, no sin antes haber intentado combatirlo .
Fue en 1519 cuando el gobernador de Cuba, Diego Velázquez, envió a Hernán Cortés a explorar las costas del Golfo de México. Al desembarcar éste frente a lo que hoy se conoce como San Juan de Ulúa, y encontrar ante sus ojos un inmenso y rico territorio, decidió explorar y conquistar las nuevas tierras para el rey de España. Como primer paso, estableció el primer ayuntamiento de la Nueva España en la llamada Villa Rica de la Veracruz. Allí Cortés fue designado justicia mayor y capitán general, desligado por ello de Diego Velázquez y con autoridad propia.
Contando con la eficacia de sus armas, con la alianza de los cempoaltecas, con el servicio de sus intérpretes, la Malinche y Jerónimo de Aguilar, y con la esperanza de encontrar inmensas riquezas, Cortés se lanzó a la conquista. Así abandonó la costa a mediados de agosto de 1519 y se dirigió al centro de México. Cuando llegó cerca de los dominios de los tlaxcaltecas, se enteró de que eran enemigos de los mexicas y quiso aprovechar esa situación. Por ello envió embajadores a preparar una entrevista.

### Dominio Militar
El consejo que regía los destinos del señorío de Tlaxcala discutió la solicitud de Cortés. Maxixcatzin, tlahtoani de Ocotelulco y el más importante de los señores del consejo en ese momento, pidió que se le recibiera pacíficamente, pero el consejo prefirió guiarse por las palabras de Xicohténcatl el Viejo, señor de Tizatlan, quien recomendaba combatir a los españoles. Cortés, que estaba impaciente porque no regresaban sus embajadores, decidió avanzar y llegó ante una gran muralla de piedra que marcaba la frontera, encontró un paso a través de ella y, ya en terrenos tlaxcaltecas, ganó el primer combate contra el señor de Tecoac. Luego recibió a los enviados del consejo quienes se disculparon por la agresión, explicándole que se trataba de uno acción emprendida por sus aliados otomíes, que vivían en esa zona.
Después, el ejército español acampó en el cerro de Tzompantepec, en cuyas cercanías se libraron, en los primeros días de septiembre de 1519, las famosas batallas entre castellanos y tlaxcaltecas, estos al mando de Xicohténcatl Axayacatzin, el joven. En estas batallas se dio la primera muerte a una yegua de los españoles, propiedad de Pedro Cedeño, pero la montaba el alférez Corral. El ejército Tlaxcalteca comandado por Xicohténcatl el joven y con ayuda del guerrero local Chichimecatecuhtli, se retiraron una vez arrancado el estandarte español, pues para ellos esto era signo de haber ganado la batalla por sus costumbres al hacer la guerra. Los restos del animal fueron destazados y mandados a las principales cabeceras tlaxcaltecas para demostrar que no eran dioses como se creía y sirvió como argumento a Xicohténcatl para continuar con el acecho al español. Hubo otras batallas posteriores, pero favorecieron al español, por lo que los tlaxcaltecas optaron por dejarlos pasar a suelo tlaxcalteca y hacer una alianza contra los mexicas.
Cortés descansó 20 días en Tlaxcala, y desde allí envió a Diego de Ordaz con un grupo de tlaxcaltecas a la cumbre del Popocatépetl a conseguir azufre, material indispensable para la fabricación de pólvora, de la que carecía. Por su parte, el Conquistador continuó su camino y arribó a Cholula al frente de seis mil guerreros tlaxcaltecas, quienes acamparon fuera de la ciudad y lo previnieron de una posible emboscada de los cholultecas. Por esa razón Cortés se adelantó y llevó a cabo una terrible matanza que llegó a oídos de los aztecas. Esto, a la postre, sirvió a los españoles para encontrar abierto el camino de Tenochtitlan, ciudad en la que serían recibidos amistosamente por Moctezuma. Apenas alojado en Tenochtitlan, Cortés hizo prisionero a Moctezuma, lo que causó gran sorpresa entre los mexicas.
Desde el principio el pueblo azteca vio con malos ojos a los hispanos, y su disgusto estalló en ausencia de Cortés (que había ido al encuentro de Pánfilo de Narváez), cuando Pedro de Alvarado, uno de los capitanes españoles que había permitido la celebración de una fiesta religiosa, intentó despojar a los indígenas de sus joyas y con simples pretextos desencadenó el asesinato de los mexicas, lo que se conoce como la “matanza del templo mayor”.
Cortés se apresuró a regresar a Tenochtitlan, donde lo sorprendió la rebelión. Al darse cuenta de que la serie de asaltos aztecas que venían sufriendo podrían acabar con sus soldados, se decidió a abandonar Tenochtitlán. El 30 de junio de 1520 salió de la ciudad, pero en el momento de la huida fueron descubiertos por los centinelas y los ejércitos aztecas cayeron sobre ellos. Sólo la vanguardia logró evadirse hasta Tlacopan y fue entonces cuando Cortés pudo darse cuenta de la temible derrota sufrida. Esto es lo que se denomina la “noche triste”.
Los españoles huyeron hacia Tlaxcala y en el camino murieron casi todos los aliados tlaxcaltecas que los acompañaban. A su llegada fueron bien recibidos. Allí pudieron reponerse de las heridas y además preparar minuciosamente la campaña con la que sitiarían y destruirían finalmente Tenochtitlán. Permanecieron en las casas de Xicohténcatl y Maxixcatzin, con los que Cortés celebró una alianza militar, haciéndoles muchas promesas si obtenía la victoria.
Los mexicas, mientras tanto, enviaban embajadores a todos los pueblos solicitando ayuda y alianza en contra de los españoles. Ofrecían a cambio perdonarles el pago de tributos y devolverles propiedades. Pero ocurrió que la mayoría de los pueblos se alegraban al contemplar la desgracia de los aztecas, sus tradicionales enemigos. Conocedores de ese sentimiento, los jefes de Tlaxcala se reunieron y decidieron apoyar a los hispanos. Ya seguro Cortés no sólo de la alianza de los tlaxcaltecas, sino de la de los cholultecas y huexotzincas, inició una serie de campañas a partir de agosto de 1520, apoderándose primero de los señoríos que pertenecían a los aztecas y que rodeaban la ciudad de Tenochtitlan.
Para acabar con el poderío naval azteca, compuesto de miles de canoas que le impedían llegar a Tenochtitlan, resolvió fabricar 13 bergantines o pequeños barcos. La tarea la encomendó al carpintero Martín López, quien los construyó con madera del volcán de la Malinche, en el barrio de Atempan, que en la época colonial se llamara San Buenaventura. Al regresar Cortés a Tlaxcala, después de su triunfal campaña contra los señoríos dependientes de los mexicas, fue informado de la muerte de Maxixcatzin a consecuencia de la viruela, enfermedad que los españoles trajeron a América.
Enseguida se dispuso a preparar su ataque a la capital azteca: hizo un recuento de su ejército y el señorío tlaxcalteca presentó el suyo, que estaría bajo las órdenes de Cortés. Así desfilaron los cuatro señores principales con sus escudos y estandartes, acompañados de flecheros, músicos y pajes. Más de 20 mil guerreros indígenas se unieron a los españoles en la conquista de Tenochtitlan. A orillas del lago de Texcoco, otro gran número de tlaxcaltecas transportaron durante cuatro días las piezas de los bergantines. Al mismo tiempo, la división tlaxcalteca, bajo las órdenes de Xicohténcatl hijo, y de Calmecahua, marchó de Texcoco a Tenochtitlán. Fue entonces cuando ahorcaron a Xicohténcatl.
Finalmente, después de una cruel lucha y un largo sitio, cayó Tenochtitlán, el 13 de agosto de 1521. Allí tuvieron una actuación destacada los generales tlaxcaltecas Cuamatzin, señor de Contla, Tolinpanecatl, de Tepeyanco, y Acxotecatl, de Atlihuetzia.

## Los comienzos del virreinato
Tlaxcala al incorporarse al virreinato, tuvo muchos cambios, fueron construidas numerosas iglesias tales como la iglesia de San José en el centro histórico de Tlaxcala y la iglesia de la virgen de Ocotlán.

### Primera organización y rasgos de tlaxcaltecas
Consumada la conquista de la Nueva España, la Corona española planeó su colonización, y por eso se dedicó a fundar ciudades y establecer gobiernos. La Ciudad de México fue la capital y la sede de las autoridades españolas, y de allí partirían muchas de las expediciones destinadas a la extensión y el afianzamiento de la dominación hispana. En cada población de la Nueva España hubo dos sectores sociales distintos: el español, que vivía en ciudades, reales de minas, haciendas o pueblos militares, y el sector indígena, que vivía en sus propios pueblos y ranchos. Parecidas a las de España, se trazaron las nuevas ciudades con igual reparto de solares o lotes y el mismo sistema municipal de gobierno, por cabildos. En el centro de las ciudades, o cerca de ellas, se establecían los tianguis o mercados. Los barrios indígenas estaban en las afueras.
A principios de la Colonia y en agradecimiento a su lealtad, España tuvo con Tlaxcala distinciones muy especiales, como las de permitirle conservar su antiguo gobierno indígena y sus tierras sin la intromisión de los españoles, nombrarla sede del primer obispado de la Nueva España, otorgarle un escudo de armas y el nombramiento de “Leal Ciudad de Tlaxcala”. A sus habitantes se les concedió el derecho de portar armas y de montar a caballo, cosa que sólo se permitía a los españoles, se les consideró hidalgos, con facultad para anteponer a sus nombres el título de “don”, se les eximió del pago de tributos y se les concedieron otros privilegios, muchos de los cuales eran resultado de las gestiones hechas por los nobles tlaxcaltecas que viajaban a España a hacer peticiones al rey.
Pero con el correr de los años, estos privilegios se fueron quedando en el olvido y a los indígenas se les obligó, por ejemplo, a cubrir los gastos para recibir al nuevo virrey, en su paso por Tlaxcala, rumbo a México, a pagar tributos en dinero, en especies como el maíz, y aun en servicios personales, como ayudar en la construcción de la ciudad de Puebla de los Ángeles y especialmente de su catedral, iniciada por Real Cédula en 1537.

### Colonias tlaxcaltecas
Después de la toma de la Ciudad de México, los españoles tuvieron tanta confianza en los tlaxcaltecas que los llevaron a las principales expediciones de conquista y colonización. A su vez los tlaxcaltecas, como fundadores, gozaron de privilegios que no tuvieron el resto de la población indígena.
Muchas familias tlaxcaltecas participaron en la colonización de lugares como San Juan del Río, en Querétaro, Tlaxcalancingo, en Puebla, San Esteban de Nueva Tlaxcala, junto a Saltillo, San Miguel de Mezquitic, en San Luis Potosí, Colotlán, en Jalisco, y San Cristóbal de las Casas, en Chiapas. Llegaron hasta la Florida y la Habana. En la primera mitad del siglo XVI acompañaron a Hernán Cortés en su expedición a Pánuco y auxiliaron en su toreo de fundador a Pedro de Alvarado en Guatemala. 
También fueron con Guzmán al oeste de México y con el que había sido su gobernador, Luna y Arellano, a la Florida. Una de las expediciones que atestigua sobre la activa participación tlaxcalteca es la que se llevó a cabo para colonizar Zacatecas, San Luis Potosí y Coahuila.

#### Historia de la Diáspora Tlaxcalteca
Después de la caída de México-Tenochtitlan en 1521, los ejércitos españoles y sus aliados tlaxcaltecas marcharon hacia la exploración y conquista del occidente (Michoacán, Colima, Jalisco, etc.), siendo hasta 1540 que se dirigen al norte de la actual República Mexicana, conocida en ese entonces como la Gran Chichimeca, llevando por la fuerza a chalcas, cholultecas, mexicas, huexotzincas, tarascos y otros grupos étnicos conquistados, para colonizar ese enorme territorio, a quienes dejaban construyendo y resguardando presidios así como ayudando las misiones de religiosos que se dedicaban a evangelizar a los naturales.
Sin embargo, después de una guerra de exterminio de 50 años, esta gran área no lograba ser controlada por el poder español, debido a que era habitado por grupos seminómadas cazadores-recolectores, entre los que se puede mencionar a los cazcanes, coyomes, guachichiles, guames, huaxabanas, pames, tepeques, tobosos, zacatecos, entre muchos más.
El interés de pacificar esta región se debía al descubrimiento de ricas minas de plata en los actuales estados de San Luis Potosí y Zacatecas, por lo que era apremiante para los españoles el establecimiento de poblados que garantizaran la seguridad de las carretas llenas de mineral que viajaban desde esas áreas geográficas hacia la capital. Esa ruta es conocida históricamente como “El Camino de la Plata”.

## Contexto político y social
Las primeras colonias establecidas no progresaron debido al constante ataque de los Chichimecas por lo que al mestizo Miguel Caldera, quien fue nombrado Justicia Mayor de la región, se le ocurrió la idea de mandar tlaxcaltecas.
Desde 1560 el virrey don Luis de Velasco (padre), pretendía enviar una colonia tlaxcalteca a San Miguel Copalan, Jalisco y exigió a los tlaxcaltecas la dotación de mil sujetos casados para que se fueran a habitar a la Chichimecapan, pero el reclutamiento debía ser voluntario, y como al parecer, no se interesó alguien, el cabildo tlaxcalteca se disculpó ante el virrey, argumentando que no hubo candidatos para el traslado, por lo que enviaron de manera forzada a los Otomíes de Otumba, hoy Estado de México, solución momentánea, que resultó a largo plaza insuficiente, pero que de momento sacó de apuros a las autoridades tlaxcaltecas.

## Labor misionera
Además el planteamiento político, esta movilización masiva se justificaba ante el hecho de que la manutención de un presidio resultaba cara y traía más problemas que beneficios, mientras que establecer poblados cerca de las misiones sería más barato, argumentando que los indios bélicos se volverían mansos al ver la conducta de obediencia de los tlaxcaltecas. Entre estas voces se encontraba la del Obispo de Guadalajara, Domingo de Alzola, que apoyó la catequización; pero en ello había un doble juego ya que, nuevamente se tomaba a la fe católica para justificar acciones donde realmente lo que estaba en juego era el interés económico, por lo que para 1584, se pensaba que era necesario manejar esta estrategia.

### Órdenes virreinales de colonización tlaxcalteca hacia el norte
Años más tarde y después de que las autoridades religiosas e indígenas tlaxcaltecas negociaron una serie de privilegios con el gobierno español, los cuales se les conoce como “Capitulaciones”, y debido a las ventajas que ofrecían éstas, convencieron finalmente a sus aliados para marchar a un viaje sin retorno y por demás a un destino “ignoto”.
En 1590 el virrey Luis de Velasco (hijo), firma el 14 de marzo de 1591, la cédula real ordenando, que 400 familias tlaxcaltecas fueran llevadas a la Gran Chichimeca para que colonizaran la región y además enseñaran a los indígenas locales a establecer pueblos permanentes, a cultivar la tierra, a elaborar cerámica, las técnicas textiles, etc.

## Capitulaciones
Entre las Capitulaciones más importantes estaban las siguientes:
Los tlaxcaltecas que emigraran al norte estarían exentos de tributos y de dar servicios personales. Les otorgarían tierras y los españoles no podrían residir en ellas. Las granjas de ganado mayor deberían estar alejadas a 5 leguas de sus tierras. No debería entrar tampoco ganado menor. Los españoles no podrían despojados de sus tierras, tanto comunales como particulares. Los mercados no pagarían impuestos. Estas prebendas serían heredables. Podrían portar caballo, armas y recibirían alimentos y ropa por dos años.

### La partida
Entre las partes se convino que la salida de los contingentes se realizara durante la primera semana del mes de junio, partiendo cada uno por separado y muy posiblemente desde sus poblados.
- El Señorío de San Francisco Ocotelulco partió el 6 de junio, estando organizada la partida por los capitanes Lucas de Monte Alegre y Miguel de las Casas, no son datos oficiales pero se menciona que estuvo formado por 228 indios.
- El Señorío de San Esteban Tizatlan, salió el 7 de junio, siendo responsable el capitán Buenaventura de Paz, nieto de Xicohténcatl el Viejo, quien organizó la caravana formada por 245 personas.
- El Señorío de los Reyes Quiahuiztlan juntó a 207 vecinos y partieron organizados por el Capitán Lucas Téllez.
- Al Señorío de Santiago Tepeticpac lo organizaron los capitanes Francisco Vázquez y Joaquín Paredes que llevaban 228 indígenas. Ambos señoríos partieron el día 9 de junio.

En total se calcula que salieron alrededor de 1000 personas, estando este grupo de personas formado no por familias, sino por huérfanos, viudas, solteros, deudores a la Iglesia, presos, a quienes se les obligó a partir ya entrada la temporada de lluvias. Se concentraron para un censo el 6 de julio en San Juan del Río, Querétaro, donde los alcanza el virrey de la Nueva España, para darles ánimos, ya que el camino había sido difícil y seguramente habrían tenido deserciones y defunciones, según lo reportará en un informe el mismo virrey al rey de España. En este lugar se reparten los grupos, asignándoseles su destino final.
- Los de Quiahuiztlan fueron enviados al Reino de Nueva Galicia, hoy Jalisco.

- Los de Tizatlan irían a colonizar el Nuevo Reino de León y el Reino de Nueva Vizcaya; hoy Nuevo León, Durango y Coahuila.

- Los de Ocotelulco marcharon hacia las minas del Reino de Nueva Galicia, hoy Zacatecas.

- Los de Tepeticpac partieron con destino a las minas de San Miguel Mexquitic, en el Reino de Nueva Galicia, hoy San Luis Potosí.

### Fundaciones en San Luis Potosí
El descubrimiento de plata hacia 1540, en el Cerro San Pedro, hizo que los españoles esclavizaran a los chichimeca-huachichiles, que vivían en San Miguel Mexquitic, actualmente en el estado de San Luis Potosí. El 2 de noviembre de 1591, llegaron los tlaxcaltecas a reforzar a los españoles en este asentamiento, pero los chichimecas molestos al percatarse que los recién llegados no recibían el mismo maltrato que ellos, atacaron la colonia de San Andrés del Teúl, en Zacatecas. Poco después los tlaxcaltecas fundan San Sebastián del Agua del Venado.

### Fundaciones en Zacatecas
Poco después de 1540 los primeros tlaxcaltecas llevados a la región habían fundado los pueblos de Tlaltenango y Juchipila y 1560, el barrio de Tlacuitlapan, zonas habitadas por cazcanes y zacatecos. Cuando llega el grupo de 1591, establecen el poblado de Pinos y crean el barrio de Tlaxcalilla. Después de la batalla de San Andrés del Teúl, los tlaxcaltecas sobrevivientes emigraron a Chalchihuites y más tarde, también fundan los poblados de Nombre de Dios y Súchil.

### Fundaciones en Jalisco
Desde 1531 se funda un presidio en la región de Jalisco cuando es recorrida el área por el soldado español Pedro Alméndez Chirinos. Los tlaxcaltecas migrantes de 1591, fundan la villa de San Luis de Colotlán de la Nueva Tlaxcala de Quiahuiztlan.

### Fundaciones en Coahuila
El 12 de septiembre de 1591 fundan el barrio de San Esteban de la Nueva Tlaxcala, cerca de la villa criolla de Saltillo y en 1598, el pueblo de Santa María de las Parras, hoy Parras de la Fuente. En 1676 crean las poblaciones de San Francisco Coahuila, San Juan del Carrizal, Cuatro Ciénegas, San Buenaventura, Santa Rosa, San Bernardino de la Candela y Arteaga.

### Fundaciones en Nuevo León
En esta provincia fundaron el poblado de San Miguel de Aguayo, hoy Bustamante, y el pueblo de Nueva Tlaxcala de Nuestra Señora de Guadalupe, hoy Guadalupe.

### Fundaciones en Durango
Crean el poblado de Poanas, dividiendo a los mexicaneros en dos grupos, uno que fue obligado a marchar a Chihuahua y otro que permaneció en la región, con lo que finalmente fueron controlados, también tuvieron que pacificar a los cocoyomes y tobosos.

### Fundaciones en Aguascalientes
En 1604 fundan el barrio de San Marcos, muy cerca de la ciudad criolla conocida actualmente como Aguascalientes.

### Fundaciones en Tamaulipas
En Tamaulipas fundaron San Francisco de Nueva Tlaxcala, San Juan de Tlaxcala, Nuestra Victoria de Casa Fuerte, San Miguel de la Nueva Tlaxcala, San Antonio de la Nueva Tlaxcala, entre otras.

### Fundaciones en Texas y Nuevo México
Décadas después de su salida inicial, llegaron en el año de 1718 a fundar la misión de San Antonio y la Villa de San Andrés de Nava, en Texas, dividiendo y debilitando a los apaches chiricahuas que habían logrado mantenerse autónomos y en franca rebeldía hacia las instituciones de los conquistadores. Para apaciguar a los wichita y pima fundan poco después Albuquerque, el barrio de Santa Fe de Analco y las Cruces, en Nuevo México, estableciendo el acceso desde estas poblaciones con la capital de la Nueva España, ruta que trascendió con el nombre de “El Camino Real de Tierra Dentro”. En el siglo XVII y XVIII se registran grandes abusos por parte de los españoles, pero su sumisión bajo el gobierno virreinal siempre fue en aumento.

## Aportes culturales
Como era de esperarse, los tlaxcaltecas, grupo de agricultores catequizados y en parte ya adiestrados en diferentes oficios y actividades productivas enseñadas por los conquistadores, las llevarían a estas regiones extendiendo nuevas costumbres y readaptándolas a las condiciones geográficas y climáticas del territorio que fueron a poblar, implementando así, las formas de explotación económica que lograron ir estableciendo y desarrollando.
- La agricultura.- Esta actividad trae consigo la utilización de instrumentos de trabajo como los arados arrastrados por animales de carga. Los cultivos serían principalmente de maíz, calabaza, tomate, jitomate, chayote, chilacayote, fríjol, ayocote, variedad de chiles, algodón, entre muchos otros, dependiendo del clima y del suelo regionales.

- La ganadería.- Habrá que recordar que ya se había dado la llegada y crianza de diferentes especies animales de granja, que se emplearían en yuntas para en el trabajo agrícola y para la explotación de lácteos, carnes y pieles como el ganado vacuno, el ganado lanar y porcino, principalmente.

- La cestería.- Esta es otra actividad dirigida a almacenar y trasportar alimentos, como los chiquipextles, chiquihuites, tenates, cestos y canastos de diferentes tamaños, además de otros objetos como los petates sobre los cuales dormían y con los que envolverían a los difuntos.

- El tallado de piedra.- Ante una producción agrícola se hace indispensable la molienda para hacer masa y harina para el aprovechamiento alimenticio, por lo que debieron elaborar metates, molcajetes, sus respectivas manos y las muelas de tradición europea.

- La cerámica.- Para el cocimiento y depósito de granos y semillas, se requirió de llevar consigo la tradición cerámica para la elaboración de objetos de tipo utilitario como las ollas, comales, cajetes, tecomates, cucharas, entre otros más, así como construir cuexcomates para almacenar los granos.

- Los textiles.- La tradición textilera del telar de cintura debió ser importante para hacer pequeñas prendas de vestir, como ayates, quexquemetls, tilmas, huipiles y taparrabos, pero también llevaron consigo el telar de pie de tradición europea, con el que elaboraron los famosos internacionalmente sarapes y jorongos con la técnica conocida como “saltillo”, los cuales son tan característicos que forman parte del actual traje tradicional de charro, conocido como “sarape veteado”.

## Fiestas tradicionales
Lógicamente los contingentes viajaron con las recientemente adoptadas devociones católicas y así, trasladaron las imágenes de San Esteban, San Miguel Arcángel, San Francisco, Señor Santiago, la Virgen de la Asunción, entre muchos más, poniéndoles a los nuevos poblados los nombres de sus santos patrones.
Por otro lado, para lograr la aceptación de la catequización por parte de los indígenas, los frailes emplearon las danzas, la música y el teatro, actividades que se realizaban dentro del calendario litúrgico, formando parte de las ceremonias religiosas, por lo que las danzas de Moros y Cristianos así como el Carnaval, son aun hoy en día, en algunas poblaciones de esta área, parte importante de las fiesta religiosas y, donde se observan todavía, la utilización de instrumentos musicales de origen prehispánico como son el huehuetl y el teponaztle, que llevaron consigo los tlaxcaltecas.
Los tlaxcaltecas, a pesar de sufrir constantemente abusos por parte de los españoles, su fidelidad se mantuvo, por lo que Tlaxcala debe considerarse como la fuerza bélica, evangelizadora, pacificadora y colonizadora al servicio de los intereses españoles, que ayudó al Virreinato de la Nueva España a posicionarse en gran parte del norte del país, obteniendo una eficiente explotación de los recursos naturales de la región, para mayor grandeza y riqueza de la Corona Española, aportando, por añadidura y de manera implícita, todo un estilo de vida, afectando la integridad, territorialidad y cultura de los grupos chichimecas que habitaban esa extensa área desde tiempos ancestrales.

### Gobierno indígena y español
Al comienzo del Virreinato, la Corona española dejó que Tlaxcala se gobernara a través de cada uno de los cuatro señores. Estos se turnaban en el mando e integraban el consejo, que luego se convirtió en un cuerpo municipal llamado regimiento y que estuvo bajo las órdenes directas de la Corona hasta 1535, fecha en que pasó a depender del virrey y de la audiencia de México.
- El gobernador español: Antes de 1585 recibió los nombres de corregidor y alcalde. Es difícil hacer una mención detallada de sus deberes, pues en ese tiempo no existía la división de poder que tenemos hoy; por eso, sus funciones iban desde dictar leyes, hasta resolver disputas entre ciudadanos españoles y españoles con indígenas, aunque en raros casos también llegó a resolver disputas entre indígenas. Era el representante de los intereses de la corona en la región y tenía un lugar en el cabildo indígena, a cuyas reuniones no solía asistir más que cuando se trataban temas de su interés. Cuando estaba presente en el cabildo, podía ejercer el criterio de desempate, en caso de existir uno; estas cesiones siempre eran en nahuatl, por lo que un traductor era necesario cuando él se hacía presente. Cuando él no podía cumplir con sus obligaciones el teniente se encargaba de realizarlas.[1]
- Los señores de las cabeceras: sus cargos eran hereditarios y desempeñados por los descendientes de los gobernantes indígenas que gobernaban Tlaxcala al momento de la conquista. Eran cuatro, uno por cada cabecera, y en 1545 se les otorgó un lugar en el cabildo como miembros perpetuos de este.
- El gobernador indígena: Fue el representante del cabildo y figura del gobierno indígena. Era elegido para este cargo un representante de una de las cabeceras, duraba dos años en el poder. Las cabeceras rotaban entre ellas el derecho a poner a su gobernador, de tal manera que una cabecera tenía que esperar seis años antes de volver a poner uno suyo. Para su elección votaban uno o dos representantes de cada poblado de Tlaxcala, lo que daba un total de 220 votantes, quienes también votaban en todas las elecciones políticas de Tlaxcala. Después del siglo XVI fue nombrado directamente por el virrey.
- Los alcaldes: Eran de procedencia indígena, administradores del cabildo y jueces en la audiencia de tlaxcala. Su cargo duraba un año sin posibilidad de reelección inmediata.
- Los regidores: Sus cargos resultan difíciles de definir, pero de acuerdo con Gibson, desempeñaban un papel parecido al de “consejeros municipales”.[1] Los mismos 220 electores elegían tres por cabecera cada año, lo que da un total de doce regidores, sin posibilidad de reelección consecutiva por periodos de más de dos años.
- El alguacil: Sus deberes consistían en repartir las tierras y mediar en las disputas entre campesinos. Al principio fue un cargo ostentado por españoles, pero a partir de 1532 fue desempeñado por indígenas. El puesto era también electivo y duraba un año.
- El cabildo: El primer virrey de la Nueva España, Antonio de Mendoza, transformó el gobierno indígena en Cabildo Indio. Era la mayor autoridad indígena de tlaxcala, dictaba leyes para toda la provincia y resolvía disputas. Estaba integrado por los dos gobernadores, los alcaldes, los regidores y los cuatro jefes de las cabeceras. Se encargaba también de la administración local y de las cárceles. A sus juntas debían asistir todos los representante (con excepción del gobernador español), en caso de falta, el integrante era castigado con diez días de prisión. Las juntas se desempeñaban en nahuatl y los documentos expedidos por el cabildo, también.7 El cabildo indígena sesionaba en idioma náhuatl y en su propia casa situada en la plaza principal de la ciudad.[1][2]

Cuando se pretendía construir algún edificio público, el cabildo elaboraba los planos y hacía los preparativos y arreglos necesarios. Si se anunciaba la visita del virrey, preparaba la bienvenida. Además, manejaba las propiedades comunales, cuidaba que se cumplieran las leyes y recogía el tributo.
A partir de 1600 decayó el cabildo indígena, aunque siguió existiendo paralelamente al gobernador español hasta el siglo XVIII. Esa decadencia se debió a que se fue debilitando y se vio imposibilitado de pagar sus deudas y de controlar los frecuentes asaltos a las diligencias perpetrados por ladrones y bandidos. De ahí que en cierto momento el virrey otorgó la preferencia al gobierno español y, finalmente, permitiera que éste fuero el único que manejara los destinos de Tlaxcala.
Aunque al principio la provincia de Tlaxcala, dependía directamente de la corona de Castilla, el mismo Cortés envió dos o tres guardianes sin ningún título especial a fin de combinar poco a poco el gobierno indígena con el gobierno español. Por lo demás, y debido a su lejanía y a la lentitud de las comunicaciones, los tlaxcaltecas tenían dificultades para tratar sus asuntos directamente con el rey y, de 1535 en adelante, acudieron al virrey y a la audiencia de México.
Cuando en tiempos de la Segunda Audiencia el gobierno español se organizó en la Ciudad de México, se establecieron entonces los corregimientos regionales que representaban a dicho gobierno. Tlaxcala no se salvó de ser incluida en ese sistema y en 1531 se fundó allí, paralelamente al gobierno indígena, el primer corregimiento español, encabezado inicialmente por un corregidor, luego por un alcalde mayor y posteriormente por un gobernador el que, con excepción de un corto periodo, rigió hasta la consumación de la Independencia, en 1821. Para aclarar problemas locales, la Corona enviaba visitadores, como fue el caso del oidor Gómez de Santillán que en 1545, acompañado de un intérprete y de un alguacil, se enteró de todos los asuntos y realizó importantes reformas en el gobierno indígena.

## Sociedad y economía

### Fundación de la ciudad de Tlaxcala
Aunque los conquistadores llamaban ciudad a la provincia de Tlaxcala, se cree que ésta existió como tal hasta 1525, aunque posteriormente, la Real Cédula del 22 de abril de 1535 otorgaría a Tlaxcala, junto con el título de “Leal Ciudad”, un escudo de armas. Prueba, además, que Tlaxcala fue erigida en ciudad en fecha anterior a la generalmente aceptada.
Más tarde, el 25 de abril de 1563, se otorgaría a Tlaxcala, por cédula real de Felipe II, el título de “Muy Noble y Muy Leal” y otra cédula, ésta del 10 de mayo de 1585, le agregarlo el de “Insigne”. La nueva ciudad se ubicó al sureste de los cuatro señoríos, es decir, posando el río Zahuapan. Era mayor que en la actualidad y nunca ha vuelto a abarcar la extensión que tuvo en los siglos XVII y XVIII. Su construcción se inició en 1538:
Alrededor de la plaza municipal se fueron elevando casas reales, casas consistoriales, la capilla real, y otros edificios.

### Propiedad y uso de tierra
El indígena y el español veían de un modo distinto la propiedad y el uso de la tierra: para el segundo era un medio para adquirir riqueza y poder, mientras que para el primero era la forma de satisfacer sus necesidades.
Por Real Cédula de 1535, y confirmada por otras posteriores, se ordenó que las tierras tlaxcaltecas dependieran directamente de la Corona española, la cual reglamentó la propiedad indígena de la siguiente manera: la que pertenecía al pueblo antes de la conquista fue dividida en comunal e individual y la que poseía la nobleza indígena fue convertida en propiedad privada. A los españoles no se les debería otorgar concesiones o mercedes de tierras. Pero ese designio no se cumplió, en primer lugar porque el mismo rey de España, Carlos V, otorgó mercedes de tierras tlaxcaltecas a los españoles (a Diego de Ordaz, en 1538, en 1540 a Juan de Valdibieso y en 1541 a Gutiérrez Maldonado, quien llegó a poseer extensas propiedades).
Parte de esos abusos se debieron a que en tiempos de la Conquista existió entre Tlaxcala y los territorios vecinos una zona deshabitada donde se libraban las guerras contra los aztecas. Esas tierras no fueron reclamadas por los tlaxcaltecas hasta 1545, fecha en que se marcaron los límites de la provincia, pero antes los españoles las habían ocupado, lo que provocó muchos conflictos.
Los españoles continuaron penetrando en toda la provincia con la colaboración de los mismos indígenas, quienes por necesidad o en forma compulsiva, les vendían sus propiedades, a pesar de las leyes que lo prohibían. Además, el hecho de que algunos hispanos se casaron con nobles indígenas contribuyó a que las tierras pasaran a manos de los españoles o de sus hijos mestizos. Así se fueron formando muchas haciendas y estancias con la aprobación de las autoridades indígenas y españolas. Cabe señalar que la provincia de Tlaxcala era una de las cinco mayores que formaban el Reino de México dentro del Virreinato de la Nueva España. Administrativa y judicialmente dependía de la Audiencia de México. Su división política en los primeros siglos de la Colonia encontró su origen y base en la antigua división prehispánica.
A partir del siglo XVI se impulsó en la Nueva España la agricultura, por el uso de nuevas técnicas, especialmente el arado tirado por bueyes. Se sembraron maíz, trigo y frijol, y al mismo tiempo se introdujo la cría de ganado menor, con especies traídas de Europa, como borregos, puercos y cabras y que no requerían tantos cuidados como el ganado mayor, y de las que se podía obtener una buena producción de lana, carne y leche. Hacia 1614 se respaldó la producción agrícola con el cultivo de nopales, en los que se criaba la cochinilla o grana que es un insecto que reducido a polvo proporciona una tintura para textiles muy usada en la época prehispánica y en la Colonia.
El trigo se sembraba sólo en las tierras de la comunidad, y con los derivados de la producción se pagaban los tributos al clero y a la Corona. De los bosques se extraía resino para elaborar brea; carbón y leña para abastecer a los ciudades de Puebla y Tlaxcala. Finalmente se establecieron sembradíos de magueyes que darían origen a los haciendas pulqueras.
En la época colonial existieron grandes haciendas ganaderas y agrícolas, pertenecientes a españoles y mestizos. Hacia mediados del siglo XVIII sumaban más de cien, entre los que destacan por ejemplo, la ganadera de San Miguel Mimiahuapan, en Tlaxco, con más de 4 mil hectáreas, 300 bueyes, 300 vacas, 2 600 ovejas, 1 300 cerdos. Esta hacienda fue luego famosa por sus toros de lidia. La de San Mateo Huiscolotepec Piedras Negras en Tlaxco. La de Nuestra Señora del Rosario, de más de 2 mil hectáreas. En San Felipe Ixtacuixtla estaban las haciendas de San Diego Xocoyucan, San Juan Molino y Jilotepec. No muy lejos la de San Antonio Chiautla. En San Nicolás Panotla, la hacienda Santa Marta y la de San Juan Acocotla.
Las haciendas de Santa Ana Chiautempan eran las menos extensas. Todas las haciendas ganaderas contaban con tierras de labor para sembrar especialmente trigo y maíz. Entre las haciendas pulqueras de la misma época, que tanta importancia tuvieron en la provincia, se encuentran las de Mazaquiáhuac y Zocac, ambos en Tlaxco.

### Mercados y caminos
Desde la época prehispánica eran famosos los mercados o tianguis de Tlaxcala, que continuaron funcionando durante la Colonia. El más notable era el de Ocotelulco. 
Después de la fundación de lo ciudad de Tlaxcala se estableció en ella un mercado o tianguis el día sábado. Estaba prohibida la venta al público fuera de los mercados donde, tanto indios como españoles, compraban y vendían gallinas, borregos, puercos, conejos, vegetales, objetos de oro y plata. La moneda común llegó a ser el real, pero se seguía practicando el trueque de mercancías. En muchas ocasiones el cabildo indígena fijó los precios y uniformó pesas y medidas. Igualmente, el corregidor o el alcalde mayor español determinaba las listas de precios tope y la manera como debía procederse en el mercado.
Los caminos propiamente dichos aparecieron en Tlaxcala en el siglo XVI, pero los transitables sólo existían cerca de las ciudades principales. Antes de la fundación de la ciudad de Puebla en 1531, el importante camino de México a Veracruz pasaba por la ruta Tlaxcala-Calpulalpan-Texcoco. Pero se convirtió en un camino secundario en 1537, cuando se construyó el que comunicaba la capital con Puebla y Veracruz, sin pasar por la ciudad de Tlaxcala.
Existía un camino real, que conectaba a Tlaxcala con Ixtacuixtla, un camino de arrieros que llegaba a Puebla por Tecoac y Atlangatepec, un ramal unía a Tecoac con Huamantla y, de Tlaxcala al norte, un camino que pasaba por Atlihuetzía. En 1537 se abrió un camino de Tlaxcala a Puebla. Con el tiempo se hicieron muchos puentes, como el que cruzaba el río Zahuapan por Tizatlán, y los 33 puentes de piedra que construyó el corregidor Verdugo a mediados del siglo XVI. A finales de ese siglo, los caminos de Tlaxcala se habían multiplicado, impulsando el desarrollo del comercio. Y en 1808 se terminó un buen camino carretero a Veracruz. Además, a lo largo de los caminos había hosterías.

### Aspecto social de la población
Por privilegios emanados de la Corona, a principios del régimen colonial, la sociedad indígena tlaxcalteca mantuvo fuera de la provincia a los españoles y conservó sus distinciones sociales prehispánicas: los macehuales siguieron desempeñando las tareas agrícolas y los distintos servicios, la nobleza era la beneficiaria del trabajo de los macehuales; los cuatro señores continuaron gobernando como caciques y sus extensas propiedades trabajadas por vasallos indígenas. Muchos principales usaban el “don” antes de sus nombres, poseían caballos y asnos y el derecho de montarlos, tenían permiso de usar ropa española y los frailes los bautizaban, los casaban, evangelizaban y hasta los instruían en las leyes y política de la sociedad novohispana. Estos principales vivían de sus rentas y de los tributos que recibían por sus tierras. Además, y si eran miembros del cabildo, percibían un salario extra.
Una gran diferencia de clases separaba la vida de los principales del resto de la población, que estaba bajo su mando y les servía aún como esclava. Sólo en 1537 se dio la libertad a 20 mil esclavos tlaxcaltecas. Los terrazgueros eran los arrendatarios de las tierras que pertenecían a los nobles. Los pochteca seguían siendo comerciantes.
En 1520 sufrió la provincia la primera gran epidemia de viruela, seguida por otras calamidades a lo largo del siglo. Fue así como disminuyó su población, las cosechas fueron pobres y hubo plagas. La sociedad tlaxcalteca sólo descansaría de tantos males de 1545 a 1575, únicos treinta años de verdadera prosperidad.
A partir de 1555, y a pesar de las leyes que lo prohibían, se empezaron a establecer allí los españoles, quienes poco a poco fueron despojando a los indígenas de sus posesiones.
Las injusticias sociales existentes, la escasez de productos agrícolas, que condenaba al hambre a la población indígena, fueron causa del estallido de disturbios. Todo ello provocó que el 14 de junio de 1692, tres mil indígenas se amotinaran en la plaza de Tlaxcala para derrocar al gobierno español: incendiaron las casas reales, destruyeron el archivo y apedrearon a los sacerdotes que pretendían calmarlos.
En el siglo XVII la ciudad de Tlaxcala contaba con 6 mil indios vecinos y más de 500 españoles, dueños de obrajes y haciendas de ganado. Ya en el siglo XVIII los hispanos constituían una buena parte de la población. En esa época la provincia en general estaba en plena decadencia al grado de que en 1761 el gobernador Antonio López de Matosso se mudó a la casa-obraje que fuera de Ignacio de Urízar, debido a que las cosas reales estaban en ruinas y debían repararse. En 1789 los habitantes de Tlaxcala formaron juicio al Gobernador y militar español Francisco de Lisa, quien finalmente fue restituido en su puesto.
La decadencia de Tlaxcala se debió a que la población se vio menguada por epidemias, heladas, inundaciones del río Zahuapan, terremotos y plagas, causas que provocaron la emigración de mestizos e indígenas en los siglos XVI, XVII, y XVIII. A estas calamidades se suma el acoso de las bandas de asaltantes, entre ellas la de los “Hermanos de la Hoja”, cuyo jefe era apodado “Astucia”.

## Cultura virreinal

### Tipos de educación
La evangelización en idioma náhuatl fue la primera forma de enseñanza empleada por los clérigos, y fray Bartolomé de Olmedo y el clérigo Juan Díaz los primeros en cumplir con esa empresa en Tlaxcala.
La orden fransiscana, favorecida por la Corona española, se estableció antes que las otras. Como se dijo, los frailes internaron a los hijos de los caciques en su monasterio y empezaron su labor de conversión e instrucción, animados por Cortés, quien obligó a todos los nobles tlaxcaltecas, bajo severas penas, a mandar a sus hijos con los frailes. En 1531, fray Alonso de Escalona, que permaneció tres años en Tlaxcala, fundó la primera escuela en las instalaciones franciscanas, contando para ello con ayuda del primer obispo Garcés. en ella se enseñaba a leer y a escribir y algo de música. llegó a tener 600 alumnos. Posteriormente funcionó la escuela del convento de San Francisco, que continuó de forma sostenida la labor educativa.
Fray Diego de Valadés, notable escritor tlaxcalteca del siglo XVI, señala en su "Retórica Christiana" que en el atrio del convento se catequizaba e instruís a niños, niñas, hombres y mujeres. También allí se atendían a los enfermos y se sepultaba a los muertos.
En Santa Ana Chiautempan funcionaba, desde comienzos de la Colonia, una escuela para indígenas. En general, las escuelas las irían aumentando con el avance de la evangelización, el establecimiento de nuevos conventos y la llegada de más frailes. En su tarea educativa, los religiosos introdujeron numerosos métodos de enseñanza, valiéndose de carteles, representaciones mudas y habladas, pláticas ilustradas con ejemplos vivos (un sistema cercano al audiovisual) y ellos mismos estudiaron y escribieron la historia y las costumbres de los pueblos indígenas. Durante el Virreinato, la Corona no consideró que la educación era de su competencia y la abandonó a particulares o a la iglesia, limitándose a regularla o a controlarla. Sólo le preocupaba la enseñanza de la religión y del castellano pero, mediante la Ordenanza de intendentes en 1786, se obligó a los principales pueblos indígenas a tener un maestro pagado con los fondos municipales.

### Manifestaciones literarias
Muchos escritos tlaxcaltecas del siglo XVI posiblemente se perdieron o permanecen anónimos. Sin embargo, además de los códices prehispánicos, descuellan las obras de los historiadores tlaxcaltecas de ese siglo como Tadeo de Niza, Diego Muñoz Camargo, gran investigador de la vida tlaxcalteca prehispánica y colonial, cuya Historia de Tlaxcala ha sido traducida a varios idiomas; Mariano Joseph Paz y Sánchez, autor de algunos escritos sobre la Conquista, y fray Diego de Valadés, mestizo que nació en Tlaxcala en 1533 y fue discípulo de fray Pedro de Gante. Escritor y notable grabador, tradujo al náhuatl dos de sus obras, un catecismo y un libro sobre estética, titulado Vergel del Alma. Publicó El Itinerario del Padre Juan Focher y Rethorica Christiana.
Durante los siglos XVII, XVIII y principios del XIX se distinguieron los siguientes literatos tlaxcaltecas: Juan Ventura Zapata, que escribió en náhuatl Crónica de la Muy Noble y Leal Ciudad de Tlaxcala: Manuel de los Santos Salazar, que dejó varias crónicas y algunos trabajos de historia; sor Ana María del Costado de Cristo, poetista, autora de más de 12 volúmenes de literatura religiosa y que murió en 1710 en la Ciudad de México; Francisco Soria, poeta y dramaturgo, autor, entre otros títulos de Guillermo, duque de Aquitania, La magia mexicana, La Genoveva, Canto a la Asunción, De los celos del amor; Baltazar González, sacerdote jesuita, que escribió en náhuatl la Historia de la milagrosa aparición de nuestra señora de Guadalupe de México; Alonso Salazar, bisnieto del senador Maxixcatzin, cuyos escritos se encuentran perdidos (Pedro Larrea y Cordero habla de este escritor en su Cuadro de Tlaxcala).
También sobresalieron fray Diego de Silva, Jo´se Báez, Indalecio Bernal, Francisco de Laáiza y Manuel de Loaizaga y Maxixcatzin. Se debe recordar al escritor Nicolás José Faustino Maxixcatzin y Calmecahuac, bachiller de la Universidad de México, por cuya intervención se sacó copia del ahora extraviado Lienzo de Tlaxcala; a Miguel José de Ortega, autor, entre otras, de la Historia Espiritual de la Conquista de Nayarit; al doctor Joaquín Urizar y Bernal, escritor que ocupó importantes cargos en la Real Academia y en la Universidad de México, y a José Miguel Guridi y Alcocer, diputado ante las Cortes de Cádiz, de las que llegó a ser presidente, a quien debemos el Arte de la Lengua Latina.